# 611

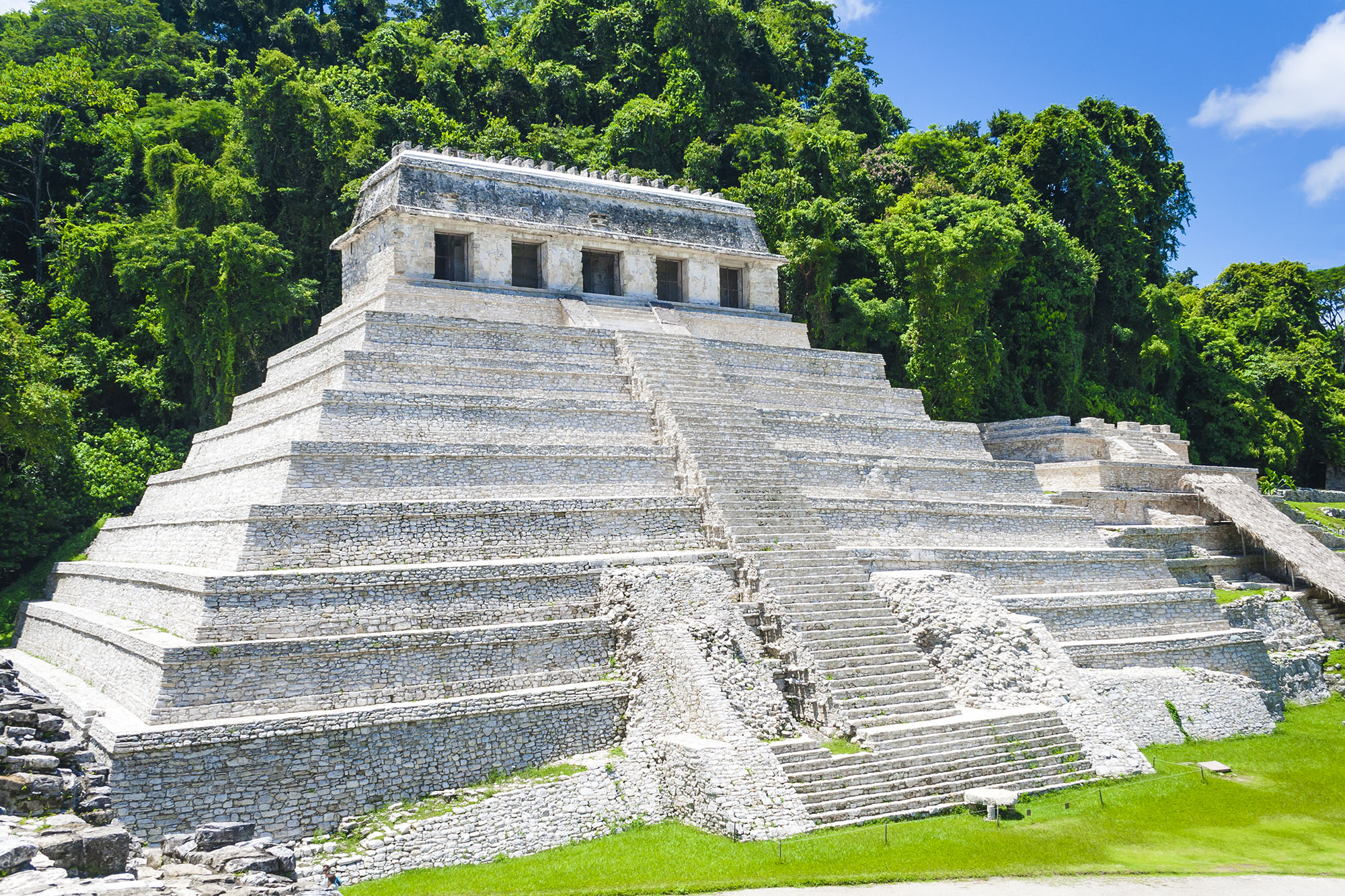
Tempel van de "Inscripties" (Palenque)

Het jaar 611 is het 11e jaar in de 7e eeuw volgens de christelijke jaartelling.

## Gebeurtenissen

### Brittannië
- Cynegils (r. 611-643) volgt zijn oom Ceolwulf op als koning (bretwalda) van Wessex (Zuidwest-Engeland).

### Meso-Amerika
- De Maya-stad Palenque (Mexico) wordt opnieuw door de rivaal Calakmul verslagen en geplunderd.

## Overleden
- Arnoald, bisschop van Metz (waarschijnlijke datum)
- Smaragdus, gouverneur (exarch) van Ravenna